# Der Reeder
Der Reeder (Ocean Trader außerhalb deutschsprachiger Länder) ist eine Wirtschaftssimulation von Software 2000 aus dem Jahr 1995. Der Spieler hat dabei die Aufgabe, eine Reederei zu führen.

## Spielprinzip
Je nach Schwierigkeitsgrad startet man mit einem oder zwei Schiffen in seinem Heimathafen, den man aus den Städten Hamburg, London, New York oder Sydney auswählen kann. Als Möglichkeiten, Geld zu verdienen, stehen einem der An- und Verkauf von 32 Waren in 100 Städten, Frachtgeschäfte, Warentermingeschäfte oder natürlich der Verkauf von Schiffen zur Verfügung. Zusätzlich kann man noch Lager errichten, diese vermieten und an einer fiktiven Börse spekulieren.
Als Schiffstypen für den Transport stehen (Stückgut-)Frachtschiffe, Kühlschiffe, Schüttgutfrachtschiffe, Containerschiffe, Tanker und – wenn man das nötige Kleingeld erwirtschaftet hat – Fahrgastschiffe zur Verfügung. Die Frachtschiffe sind zusätzlich noch in Küstenfrachtschiffe, normale und große Frachtschiffe unterteilt, die Tanker in normale und Riesentanker. Somit gibt es spielintern also neun Schiffstypen. Der Spieler kann beim Erwerb eines Schiffes von jedem dieser Typen ein Standardschiff bauen lassen, ein gebrauchtes Schiff kaufen oder aber sich ein komplett individuelles Schiff planen lassen und diesen Plan dann an die Werft geben. Dabei gibt es für jeden Schiffstyp Unter- und Obergrenzen für die Werte Geschwindigkeit, Kapazität und Reichweite.
Das Spiel kann entweder mit bis zu vier menschlichen Spielern oder gegen bis zu drei computergesteuerte Reedereien gespielt werden. Als Art des Spiels sind das Endlosspiel, ein Spiel über eine bestimmte Spieldauer oder das Erreichen eines bestimmten Spielziels möglich. Die Einstellung des Schwierigkeitsgrades ist in verschiedene Faktoren aufgeteilt wie z. B. Gewinnspanne beim Handel oder Zeitknappheit bei Termingeschäften.

## Ähnliche Spiele
Der Reeder ähnelt den zum Erscheinungszeitpunkt beliebten Spielen Der Patrizier und Ports of Call. Im Prinzip stellt Der Reeder eine Mischung aus Ports of Call und einem Der Patrizier der Neuzeit dar.

## Kritik
Der Amiga Joker verlieh dem Spiel eine Auszeichnung für besonders gute Spiele. Der Redakteur bezeichnete das Spiel als „Meilenstein“ und eine der damals „besten Wirtschaftssimulationen“. Die Zeitschrift begründet die Bewertung unter anderem mit einer perfekten „Mischung aus Realitätsnähe, Komplexität und Spielkomfort“. Allerdings herrsche bei der Grafikdarstellung eine „hanseatisch kühle Bescheidenheit vor“.
Die Website Home of the Underdogs verlieh die Auszeichnung „Top Dog“ und schrieb: „Although Ocean Trader doesn't come close to the level of realism found in Capitalism Plus, it is a very enjoyable, ‚light‘ business game“. (etwa: „Obwohl Ocean Trader dem Realismus eines Capitalism Plus nicht nahekommt, ist es eine sehr unterhaltsame ‚Light‘-Wirtschaftssimulation.“) Insgesamt sei es ein großartiges Spiel und eine gute Alternative zu einfacheren Reederei-Simulationen wie Ports of Call.

## Veröffentlichungen
- Amiga 1995
- DOS (CD-ROM) 8/1996